# Пина, Мануэл Антониу
Мануэ́л Анто́ниу Пи́на (порт. Manuel António Pina; 18 ноября 1943, Сабугал — 19 октября 2012, Порту, Португалия) — португальский поэт и журналист, адвокат, драматург, сценарист.

## Биография
Окончил юридический факультет Коимбрского университета. Три десятилетия работал журналистом в крупной национальной газете Jornal de Notícias. Помимо стихов, выступал с драмами, работал как сценарист, писал прозу, книги для детей.

## Избранные произведения

### Поэзия
- 1974 — Ainda não é o fim nem o princípio do Mundo, calma é apenas um pouco tarde
- 1978 — Aquele que quer morrer
- 1981 — A lâmpada do quarto? A criança?
- 1983 — O pássaro da cabeça
- 1984 — Nenhum sítio
- 1989 — O caminho de casa
- 1991 — Um sítio onde pousar a cabeça
- 1992 — Algo parecido com isto, da mesma substância
- 1993 — Farewell happy fields
- 1994 — Cuidados intensivos
- 1999 — Nenhuma palavra, nenhuma lembrança
- 2001 — Atropelamento e fuga
- 2002 — Poesia reunida, собрание стихотворений
- 2003 — Os livros
- 2008 — Gatos
- 2011 — Poesia, saudade da prosa, антология
- 2011 — Como se desenha uma casa
- 2012 — Todas as palavras /Poesia reunida, собрание стихотворений

### Проза
- 1986 — Os piratas
- 2003 — Os papéis de K.
- 2005 — Queres Bordalo?

### Театр
- 1983 — Os dois ladrões
- 1987 — O inventão
- 1998 — Aquilo que os olhos vêem, ou O Adamastor
- 2001 — A noite
- 2002 — Perguntem aos vossos gatos e aos vossos câes
- 2009 — História do sábio fechado na sua biblioteca

## Признание
Командор Ордена Инфанта дона Энрике (2005). Премия Камоэнса (2011) и другие национальные премии. Стихи переведены на многие языки мира.